# Ы
Yery, Yeru, Ery hay Eru (Ы ы; dạng in nghiêng: Ы ы), thường được gọi là Ы [ɨ] trong tiếng Nga hiện đại hoặc еры yerý trong lịch sử và trong tiếng Slavonic Nhà thờ hiện đại, là một chữ cái trong hệ thống chữ Kirin. Nó đại diện cho nguyên âm gần không có âm trung tâm /ɨ/ (nhiều phía sau hoặc phía trên hơn i) sau các phụ âm không viết trong (cứng) trong bảng chữ cái Belarus và Nga, và sau bất kỳ phụ âm nào trong hầu hết các tiêu chuẩn Rusyn, trong đó nó đại diện cho âm gần âm giữa trở lại nguyên âm không được bao quanh.
Chữ cái này thường được viết bằng chữ latinh sang tiếng Anh và hầu hết các ngôn ngữ Tây Âu khác là ⟨y⟩: Krylov (họ, Крылов), tiếng Việt đọc như chữ ⟨ư⟩. Cách viết đó khớp với tiếng Ba Lan, sử dụng ⟨y⟩ để biểu thị một âm rất giống. Tiếng Nga ⟨ы⟩ được sử dụng để chuyển chữ ⟨y⟩ của Ba Lan sang chữ Kirin: Maryla (Марыля). Tuy nhiên, ⟨y⟩ trong tiếng Latinh cũng có thể được sử dụng cho các mục đích khác (chẳng hạn như cho ⟨й⟩, hoặc như một phần của chữ số, ví dụ: ⟨я⟩) .